# 라몬으로 가는 지도
《라몬으로 가는 지도》는 KBS 2TV에서 2001년 1월 3일에 방영된 드라마시티이다.

## 등장 인물
- 천호진 : 준하 역
- 김미희 : 정은 역
- 장서희 : 영우 역